# Kammerater!
Kammerater! (russisk: Дорогие товарищи!) er en russisk spillefilm fra 2020 af Andrej Kontjalovskij.

## Medvirkende
- Julia Vysotskaja som Ljudmila 'Ljuda' Sjomina
- Sergej Erlisj
- Julija Burova som Svetka
- Vladislav Komarov som Loginov
- Andrej Gusev som Viktor